# Loreley
Loreley (psáno i Lorelei, Lore-Ley, Lurley, Lurelei, Lurlei) je skála na východním břehu Rýna v pohoří Taunus u Sankt Goarshausenu v německé spolkové zemi Porýní-Falc. Je to nejužší místo Rýna mezi hranicí Švýcarska a ústím; proud je zde prudký a spolu se skalisky pod hladinou komplikuje vodní dopravu - v historii zde došlo k mnoha nehodám lodí. Zahynul zde při havárii plavidla i český lodník. . Celý areál, spadající do lokality údolí horního Středního Rýnu, je zapsán do seznamu světového kulturního dědictví UNESCO.

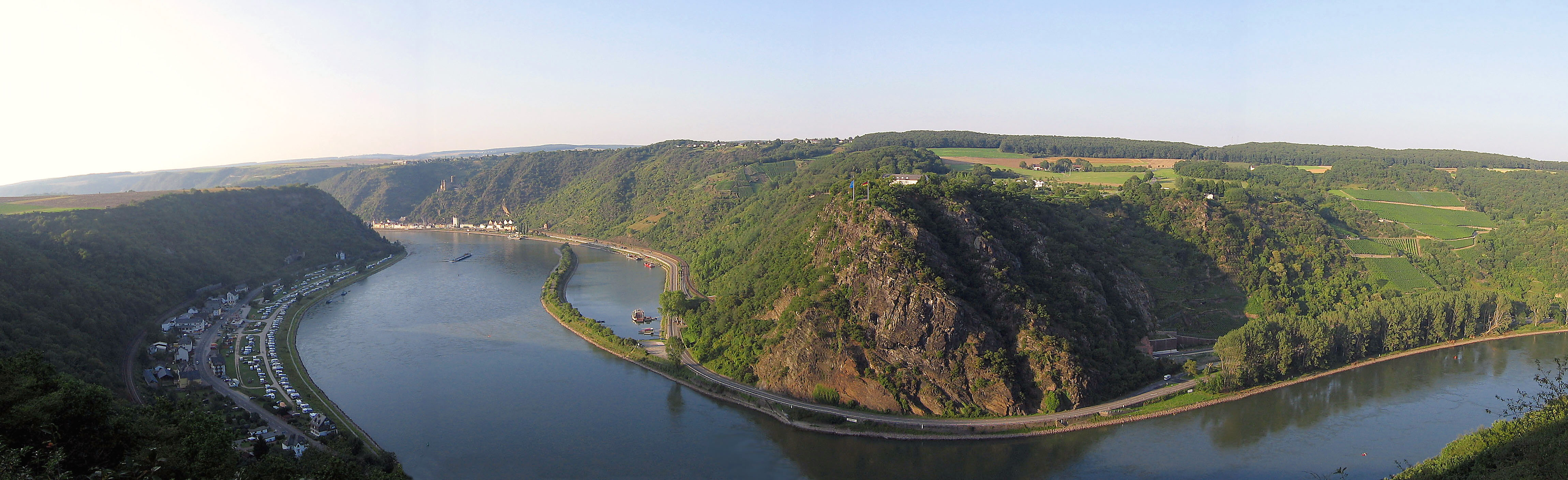
Pohled na skálu přes řeku

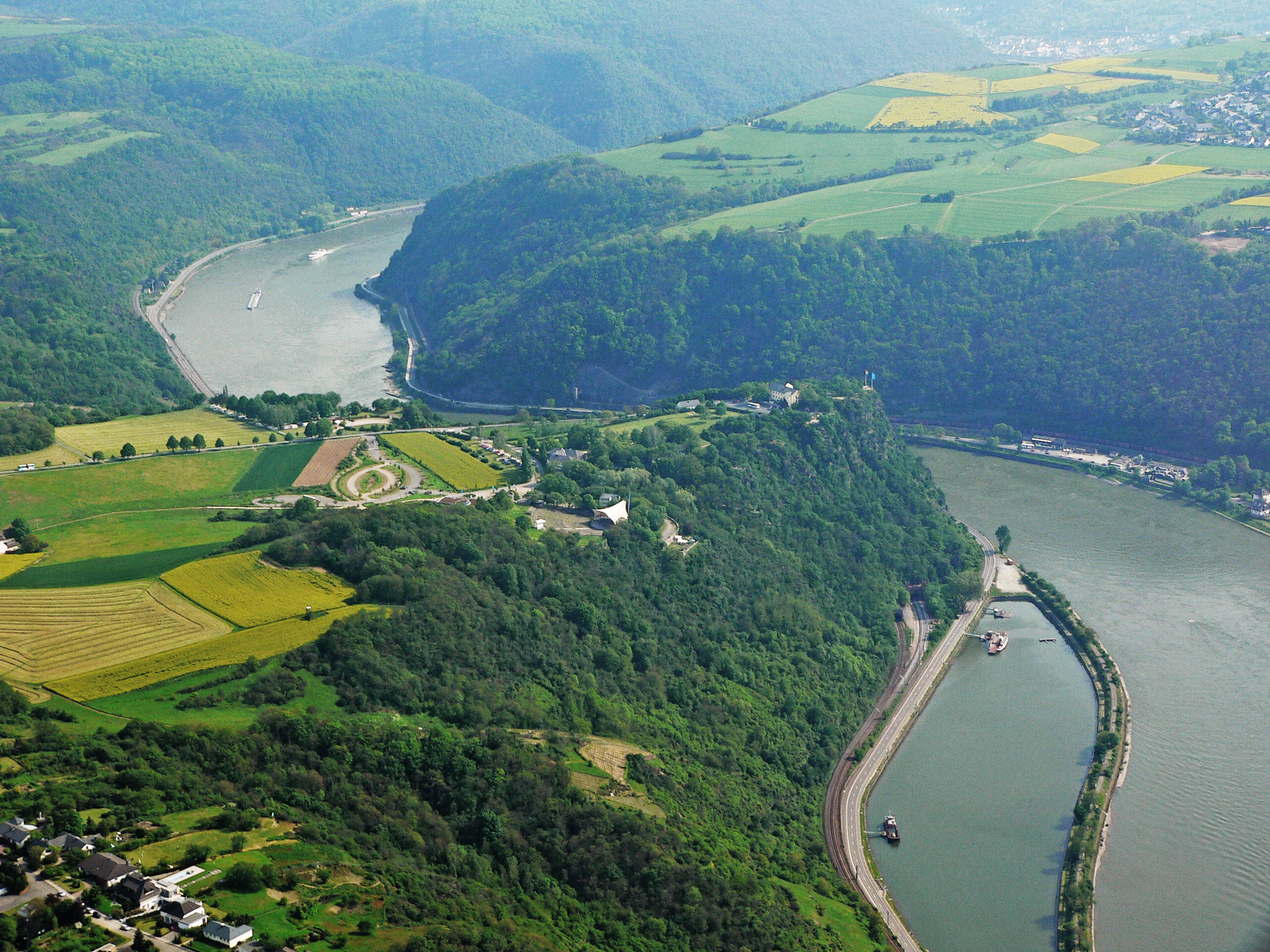
Letecký pohled na skálu

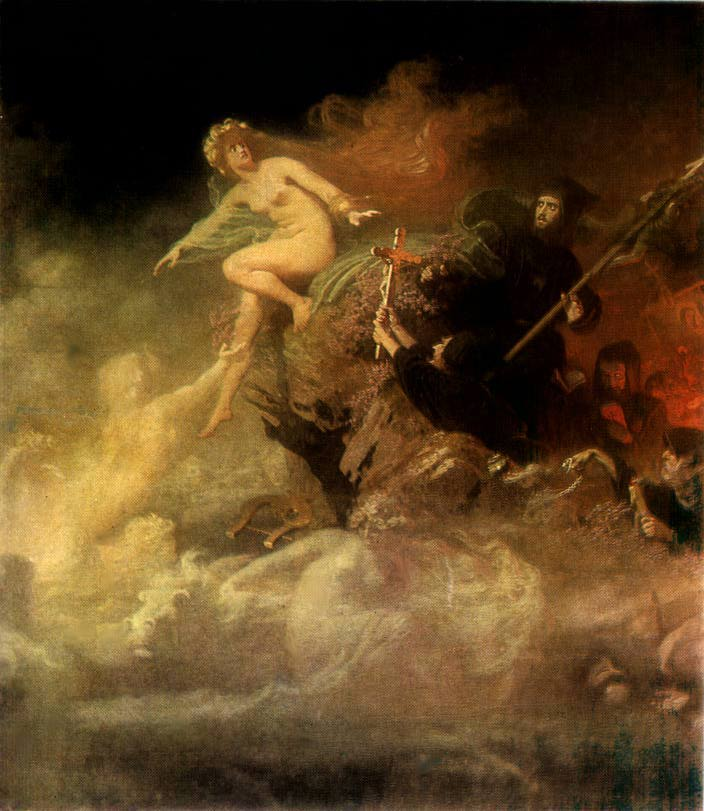
Loreley, Johann Köler, 1897

## Etymologie
Původ jména není zcela jasný, považuje se za možné, že vzniklo složením ze staroněmeckého „lureln“ (šumět, mručet) a keltského „ley“ (skála). Šumění zde způsoboval jednak prudký vodní proud, jednak možná vodopádek, který zde býval; toto šumění bylo dále zesilováno odrazem o skálu. V současné době je šumění řeky v lokalitě přehlušeno ruchem blízkého osídlení.
Stejným jménem jako skála se označuje i vodní víla, která by měla svým zpěvem lákat plavce k záhubě podobně jako Sirény z řecké mytologie.

## Odraz v německé literatuře
Mýtus byl poprvé literárně zpracován Clemensem Brentanem v románu Godwi v roce 1801. Asi nejznámější zpracování pochází od Heinricha Heineho, který napsal na toto téma báseň Die Lore-Ley v roce 1824.

## Odraz v české literatuře
Unikátní je parafráze legendy o víle Lorelei, zmiňovaná Jaroslavem Haškem ve Švejkovi.

## Využití místa pro nacistickou propagandu a pro kulturní akce
Amfiteátr na Loreley byl vystavěn v létech 1934–1939. Podobné venkovní shromažďovací prostory, obdobné antickým amfiteátrům a nazvané Thingplätze, sloužily šíření nacistické propagandy. Z plánovaných čtyř set jich bylo realizováno čtyřicet.
Éra rockových koncertů na Loreley byla zahájena vystoupením kapely Genesis v roce 1976. V letech 2006–2024 zde probíhal festival progresivního rocku Night of the Prog.

## Odraz ve filmu a populární hudbě
Tématem se ale inspirovala i mnohá jiná díla a stejné či podobné jméno mají mimo jiné:
- Loreley – písnička od kapely Blackmore’s Night
- Loreley – píseň z alba Romantika zpěváka Karla Gotta
- Lorelai Gilmore – postava z amerického seriálu Gilmorova děvčata
- Loreley - písnička od kapely LORD OF THE LOST
- Lorelai – píseň z alba Helplessness blues americké kapely Fleet Foxes
- Lorelei – píseň z alba Peace and Love (1989) irské skupiny The Pogues
- Lorelei – píseň od kapely Scorpions.
- Lorelei – píseň z alba Aégis (1998) od skupiny Theatre of Tragedy